# Wolfgang Dorasil
Wolfgang Dorasil (7. září 1903 Opava – 21. března 1964 Berlín), v dobovém tisku někdy též zkomoleně Dorazil, byl československý hokejový obránce německé národnosti, který v československé hokejové lize hrál za jediný oddíl, německý Troppauer EV sídlící v Opavě. Reprezentoval Československo na mezinárodních turnajích, včetně Zimních olympijských her 1928. Na mistrovstvích Evropy získal dvě zlaté a dvě bronzové medaile, bronz si také přivezl z Mistrovství světa 1933.

## Sportovní kariéra
Narodil se v Opavě v rodině tamního železářského velkoobchodníka Karla Dorasila mladšího a jeho manželky Marie Anny, rozené Schindlerové, jako jejich páté dítě a zároveň první syn. Pokřtěn byl jako Wolfgang Robert Karl Adolf Ludwig Ferdinand Maria Dorasil. Rodinnou firmu založil jeho dědeček, opavský měšťan Karl Dorasil starší. Přáním otce bylo, aby pokračoval v rodinné tradici, proto po absolvování gymnázia v Opavě začal studovat hospodářské vědy na Vysoké škole technické v Mnichově. Roku 1923 byl ze studií vyloučen (udává se, že pro údajnou účast na tzv. pivním puči Adolfa Hitlera, což však nebylo potvrzeno prameny), proto se vrátil do rodné Opavy.
Začal se věnovat hokeji s plným nasazením a velice brzy se stal klíčovým hráčem základní sestavy hokejového klubu HC Troppauer EV Opava. V reprezentaci odehrál 38 zápasů, vstřelil 10 gólů. Na hokejovém mistrovství v Budapešti 1929 zastoupil soupeři dobře hlídaného Josefa Malečka a rozhodl svými góly dvě utkání ze čtyř, semifinálový a finálový zápas. Finálový zápas dospěl do prodloužení, kde v druhém prodloužení v utkání proti Polsku vstřelil rozhodující branku, čímž tým získal titul mistrů Evropy.

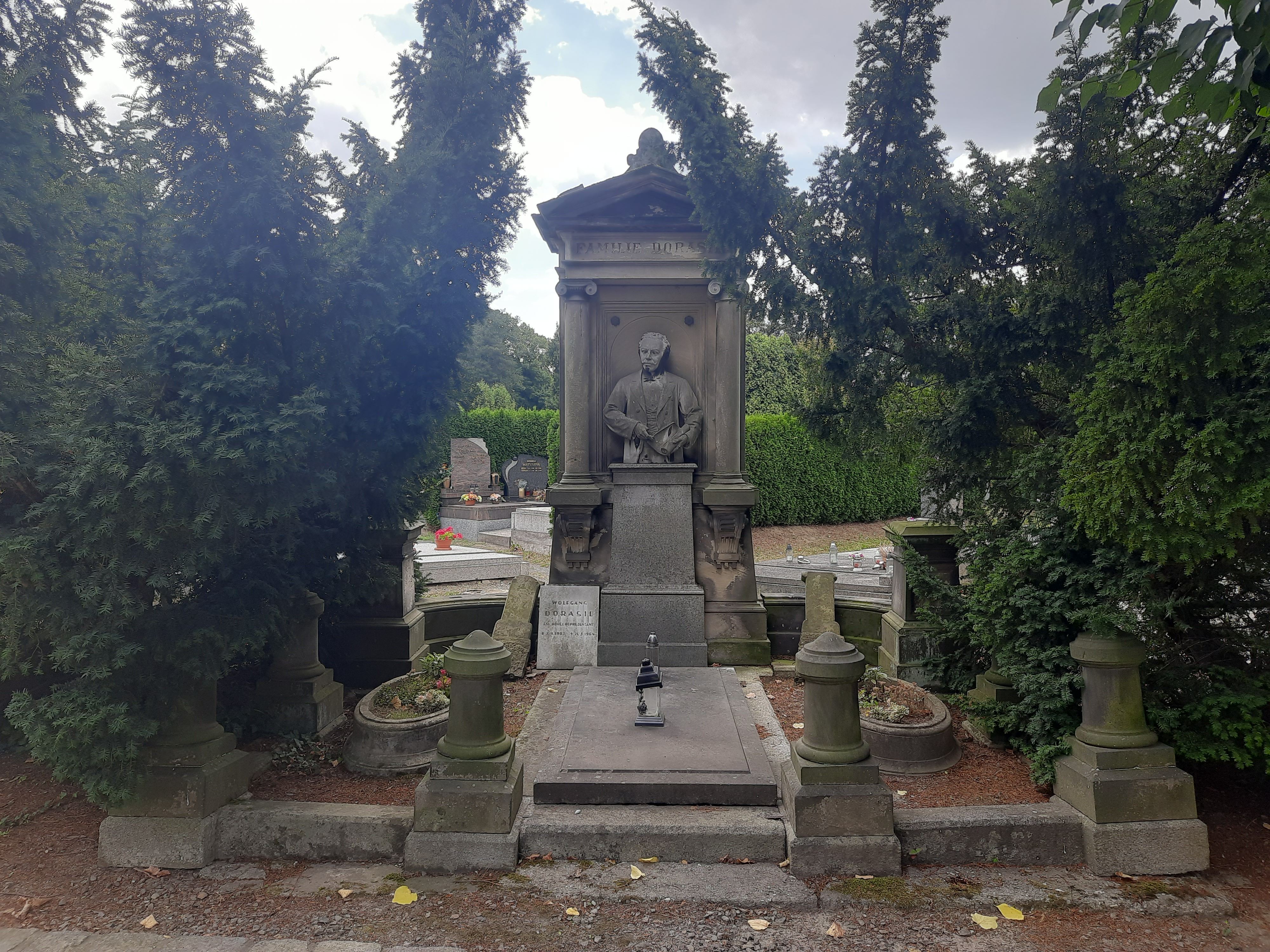
Hrobka rodiny Dorasilovy na Městském hřbitově v Opavě

Na žádost Francouzské federace kanadského hokeje reprezentoval kontinent v utkání Evropa versus Kanada (0:5) v pařížském Paláci sportu, v němž patřil k nejlepším. I přes nabídky k přestupu do lepších týmů Opavu nikdy neopustil a také zde ukončil svoji hokejovou kariéru.

## Osobní život
Ve 30 letech se oženil a s manželkou Erikou, roz. Reineckovou měli dva syny, Wolfganga (* 1939) a Martina (* 1941). Ještě před druhou světovou válkou se začal angažovat v německých nacionálně-socialistických stranách (DNSAP – r. 1933, NSKK a NSDAP – r. 1938). Členství zdůvodnil zájmem o prosperitu rodinného podniku. Po skončení války byl zatčen a zařazen do internačního tábora. Ze sběrného střediska pro odsun byl ale vyreklamován, aby pomohl v Opavě na Hrnčířské ulici založit nový železářský obchod, po splnění úkolu musel stejně odejít i s rodinou do Německa – do Berlína. Jeho posledním přáním bylo pohřbení v Opavě, jeho ostatky byly uloženy do rodinné hrobky na městském hřbitově. Pomník zdobí socha Karla Dorasila staršího se svitkem v ruce a malý tympanon s nápisem Familie Dorasil.